# Fluvià
Fluvià är ett vattendrag i Spanien.   Det ligger i provinsen Província de Girona och regionen Katalonien, i den östra delen av landet, 600 km öster om huvudstaden Madrid.